# 岡田めぐみ
岡田 めぐみ（おかだ めぐみ、10月12日 - ）は、日本の舞台女優、声優。山形県出身。オフィスPACに所属していた。身長153cm。

## 出演作品

### 吹き替え
- ER緊急救命室シーズン14 #8（キム〈ジェイシー・デフィリッポ〉）
- 宇宙戦争ZERO
- クリミナル・マインド FBI行動分析課（マーシー）
- ゴースト 〜天国からのささやき
- バビロンZ（フジコ・ソロモン）
- ヤング・スーパーマン（ラリッサ）

### ボイスオーバー
- 現代の驚異
- ロストワールド 失われた世界の謎

### 舞台
- キネマの天地（菊江）
- 日暮町風土記（堀江波子）
- 法王庁の避妊法（津島より子）